# Škrilje (gmina Ig)
Škrilje – wieś w Słowenii, w gminie Ig. W 2018 roku liczyła 491 mieszkańców.